# Оршова (Муреш)
Оршова (рум. Orșova) — село у повіті Муреш в Румунії. Входить до складу комуни Гургіу.
Село розташоване на відстані 273 км на північ від Бухареста, 35 км на північний схід від Тиргу-Муреша, 100 км на схід від Клуж-Напоки, 132 км на північний захід від Брашова.

## Населення
За даними перепису населення 2002 року у селі проживали 752 особи. Рідною мовою 751 особа (99,9%) назвала румунську.
Національний склад населення села:
| Національність | Кількість осіб | Відсоток |
| -------------- | -------------- | -------- |
| румуни         | 745            | 99,1%    |
| цигани         | 6              | 0,8%     |